# Ptychostomum calophyllum
Ptychostomum calophyllum là một loài Rêu trong họ Bryaceae. Loài này được (R. Br.) J.R. Spence mô tả khoa học đầu tiên năm 2005.